# Некрасовка (Нижнеомский район)
Некрасовка — деревня в Нижнеомском районе Омской области. Входит в состав Хортицкого сельского поселения.

## История
Основана в 1910 г. В 1928 г. посёлок Некрасовский состоял из 26 хозяйств, основное население — русские. В составе Епанчинского сельсовета Еланского района Омского округа Сибирского края.

## Население
| 2010 |
| ---- |
| 4    |